# Кочоапа-эль-Гранде (муниципалитет)
Кочоапа-эль-Гранде (исп. Cochoapa el Grande) — населённый пункт и муниципалитет в Мексике, входит в штат Герреро.

## История
Город основан в 2003 году .